# Club Natació Atlètic-Barceloneta
El Club Natació Atlètic-Barceloneta és un club de natació i waterpolo de la ciutat de Barcelona.

## Història

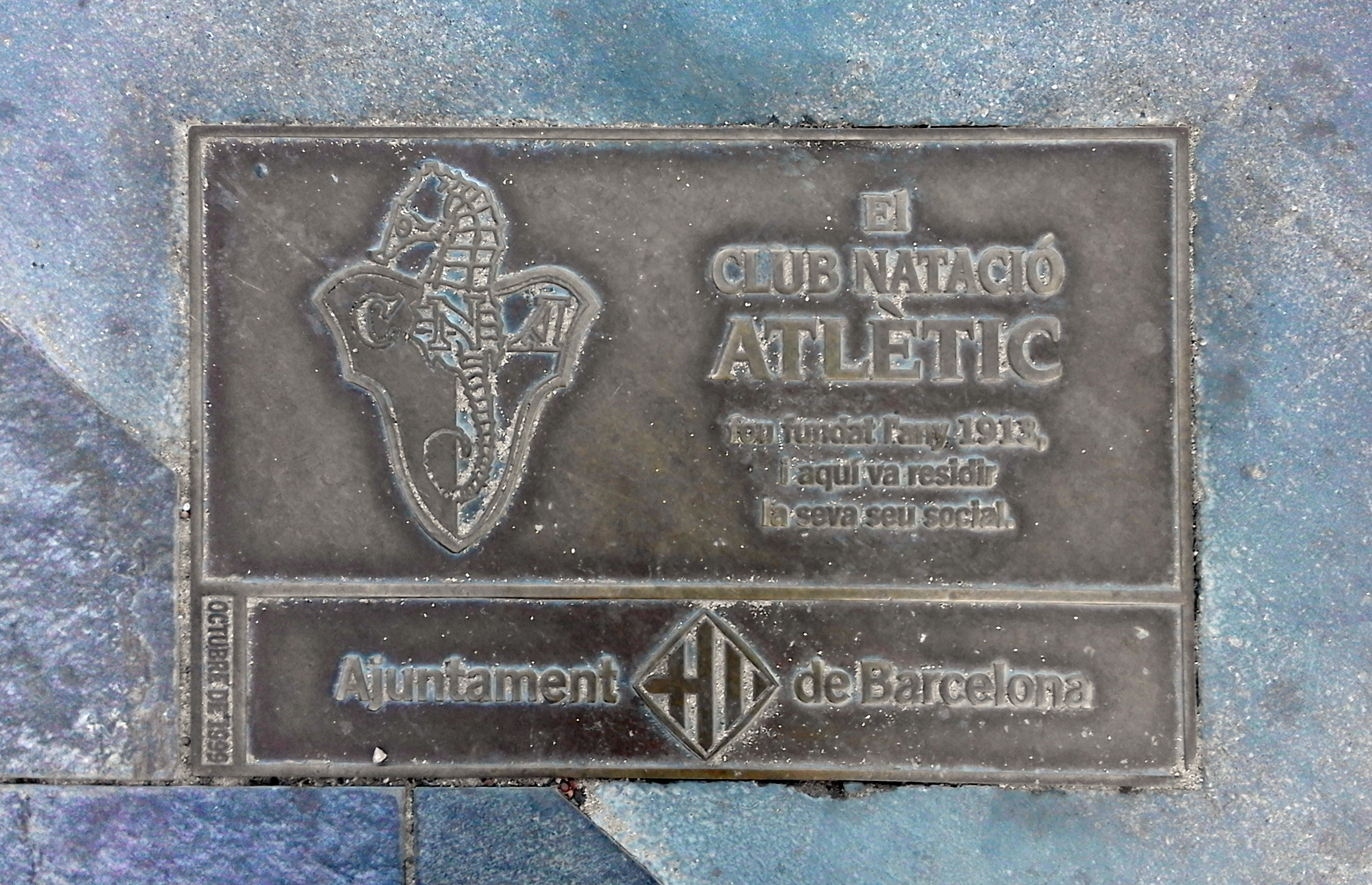
Placa commemorativa a la platja de Sant Miquel.

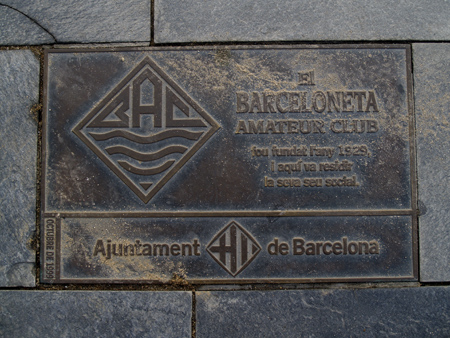
Placa commemorativa que recorda el lloc on va estar durant un temps el Barceloneta Amateur Club.

El Club Natació Atlètic Barceloneta va néixer després de la fusió del Club Natació Atlètic (fundat l'any 1913 amb colors groc i negre) i el Barceloneta Amateur Club (fundat l'any 1929 amb color representatiu blau) el 19 de juny de 1992.
El seu objectiu és la promoció de la natació i el waterpolo, i la divulgació de la pràctica esportiva entre tothom. El club és una associació democràtica, on tots els socis i les sòcies són electors i
elegibles, poden escollir els òrgans de govern del club i són convocats en una Assemblea anual per aprovar la gestió esportiva, econòmica i social de l'entitat.
L'Ajuntament va iniciar les obres de les Piscines dels Banys de Sant Sebastià al maig del 1992. Aquest espai es va inaugurar el 30 d'abril de 1995 però no va ser fins al 28 de juliol del mateix any en què fou obert als socis.
El Club Natació Atlètic-Barceloneta està afiliat a la Federació Catalana de Natació.
L'any 2013 va rebre diferents reconeixements institucionals amb motiu del seu centenari (1913-2013) entre els quals destaquen la Creu de Sant Jordi, la Medalla d'Or al Mèrit Esportiu atorgada per l'Ajuntament de Barcelona i la Placa de la Reial Orde del Mèrit Esportiu atorgada pel Consejo Superior de Deportes.

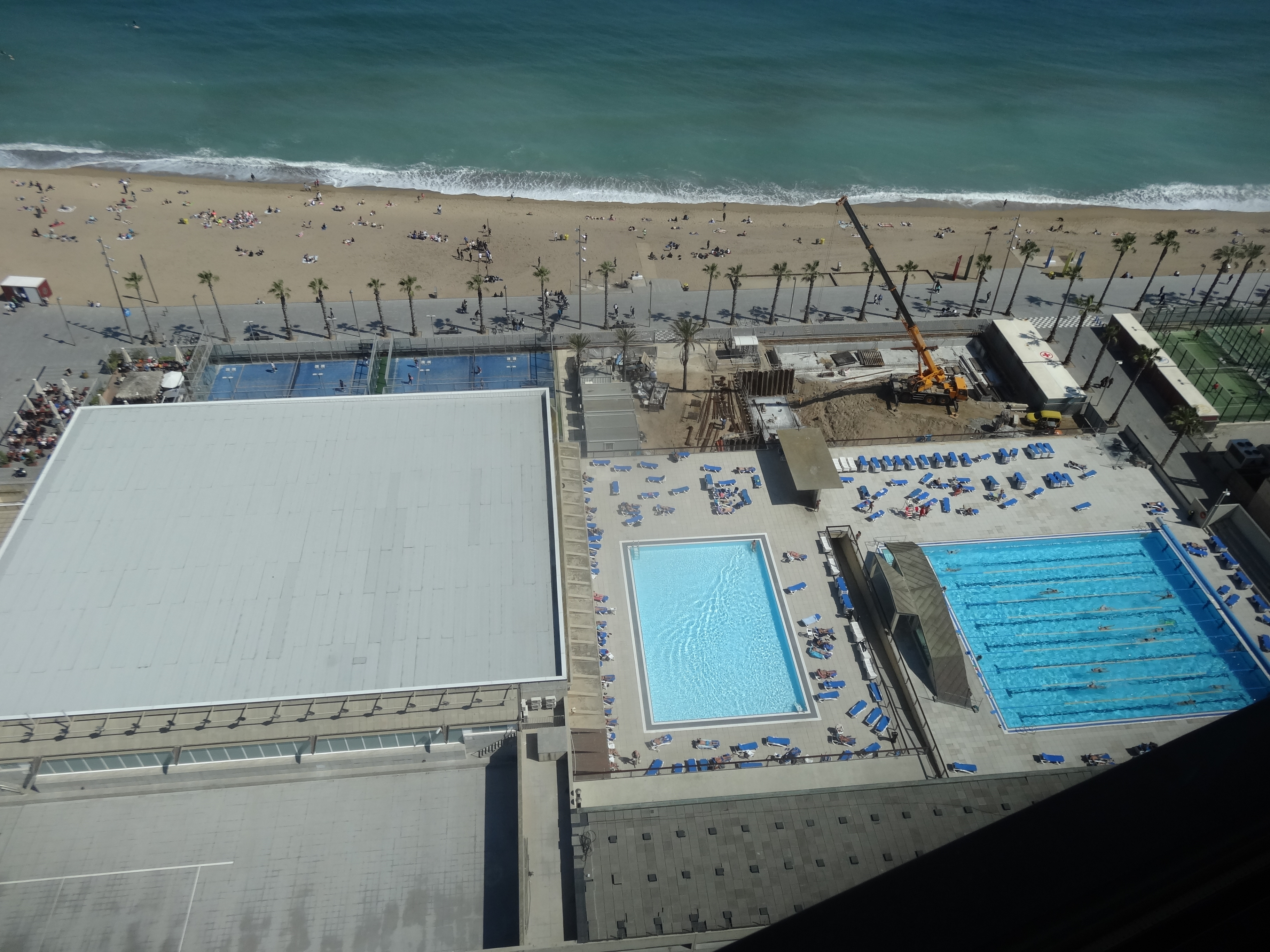
Instal·lacions del club vistes des del cim de la Torre de Sant Sebastià.

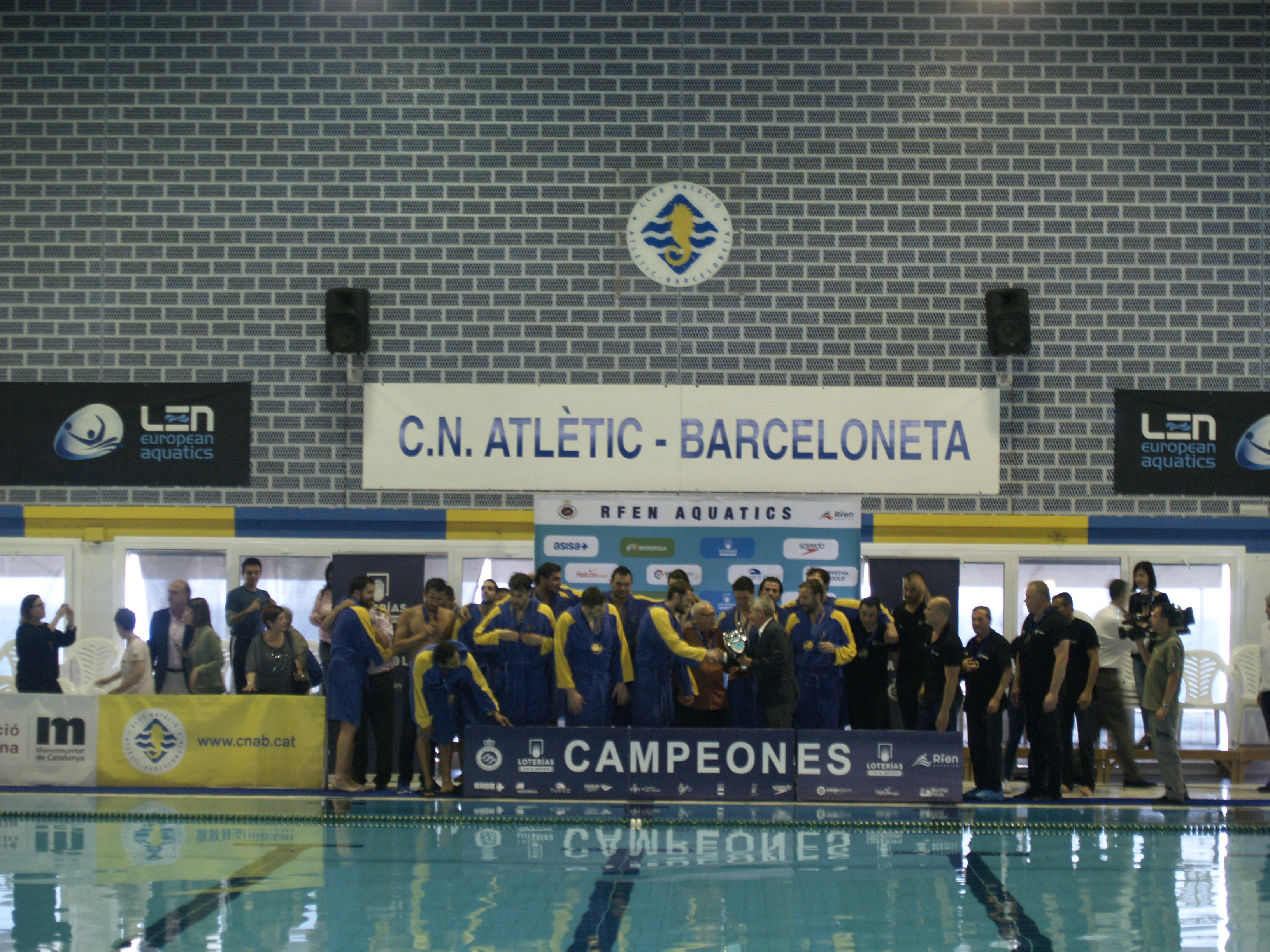
Membres de l'equip de waterpolo 2016-17.

## Palmarès

### Waterpolo masculí
- Lliga de Campions:
  - 2013-14
- Supercopa d'Europa:
  - 2014
- Lliga espanyola:
  - 2000-01, 2002-03, 2005-06, 2006-07, 2007-08, 2008-09, 2009-10, 2010-11, 2011-12, 2012-13, 2013-14, 2014-15, 2015-16, 2016-17, 2017-18
- Copa espanyoles:
  - 1999-00, 2000-01, 2003-04, 2005-06, 2006-07, 2007-08, 2008-09,[3] 2009-10, 2012-13,[4] 2013-14,[5] 2014-15, 2015-16, 2016-17, 2017-18[6])
- Supercopa d'Espanya:
  - 2001, 2003, 2004, 2006, 2007, 2008, 2009,[7] 2010
- Copa Catalunya:
  - 2006-07, 2007-08, 2008-09, 2009-10, 2010-11, 2012-13, 2013-14, 2014-15
- Campionat de Catalunya:
  - 1996-97, 1998-99, 1999-00